# 泗洪县人民医院
泗洪医院，是中华人民共和国江苏省的一所医院，为三级乙等医院，位于泗洪县青阳镇健康路1号。

## 规模
医院医疗区占地面积60亩，医疗用房建筑面积11.2万平方米，核定床位800张，可开放床位1200张。住院部设33个病区，门诊部设40个科室。